# Geschützter Landschaftsbestandteil Sterbecker Aue

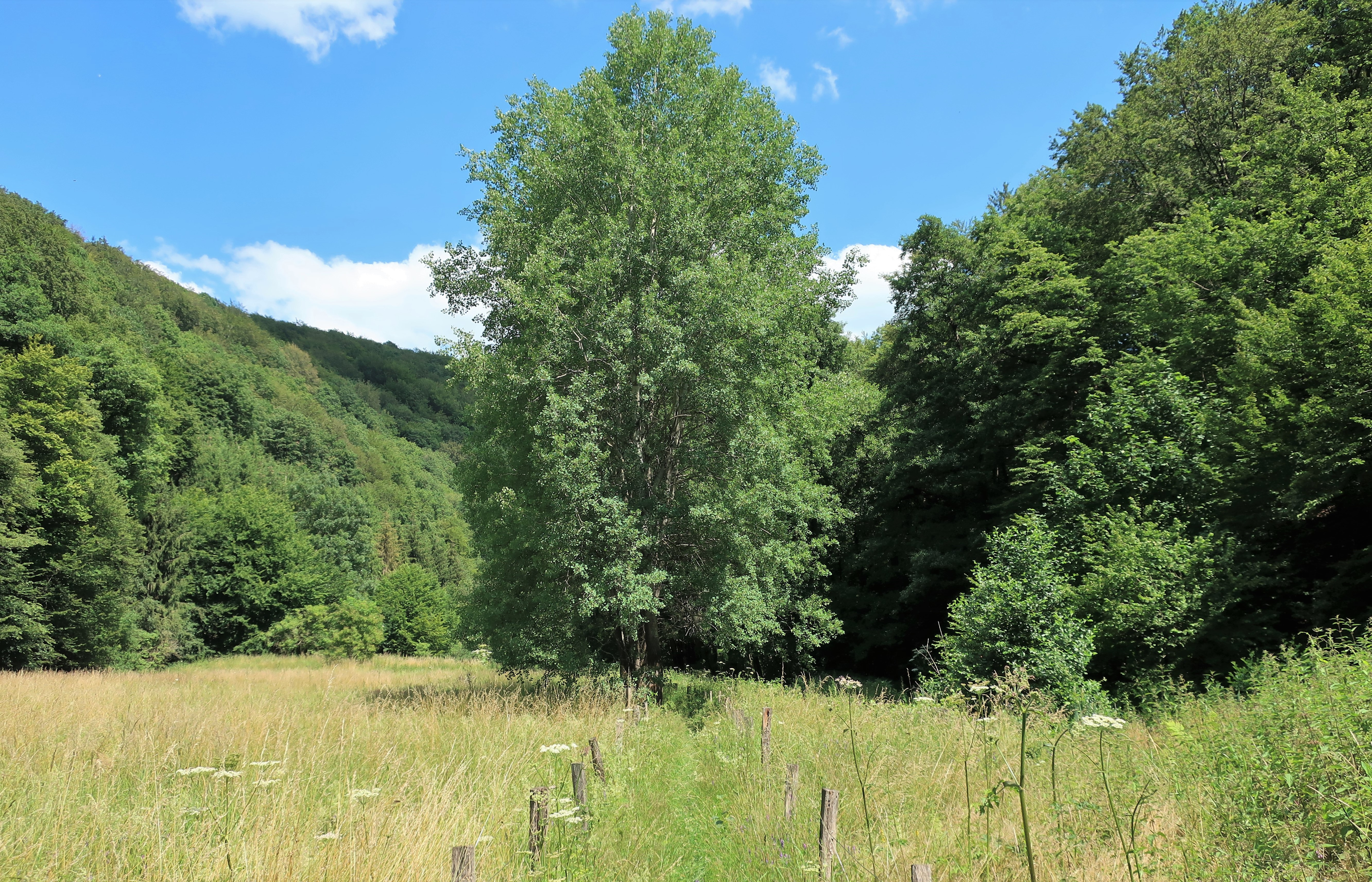
Geschützter Landschaftsbestandteil Sterbecker Aue

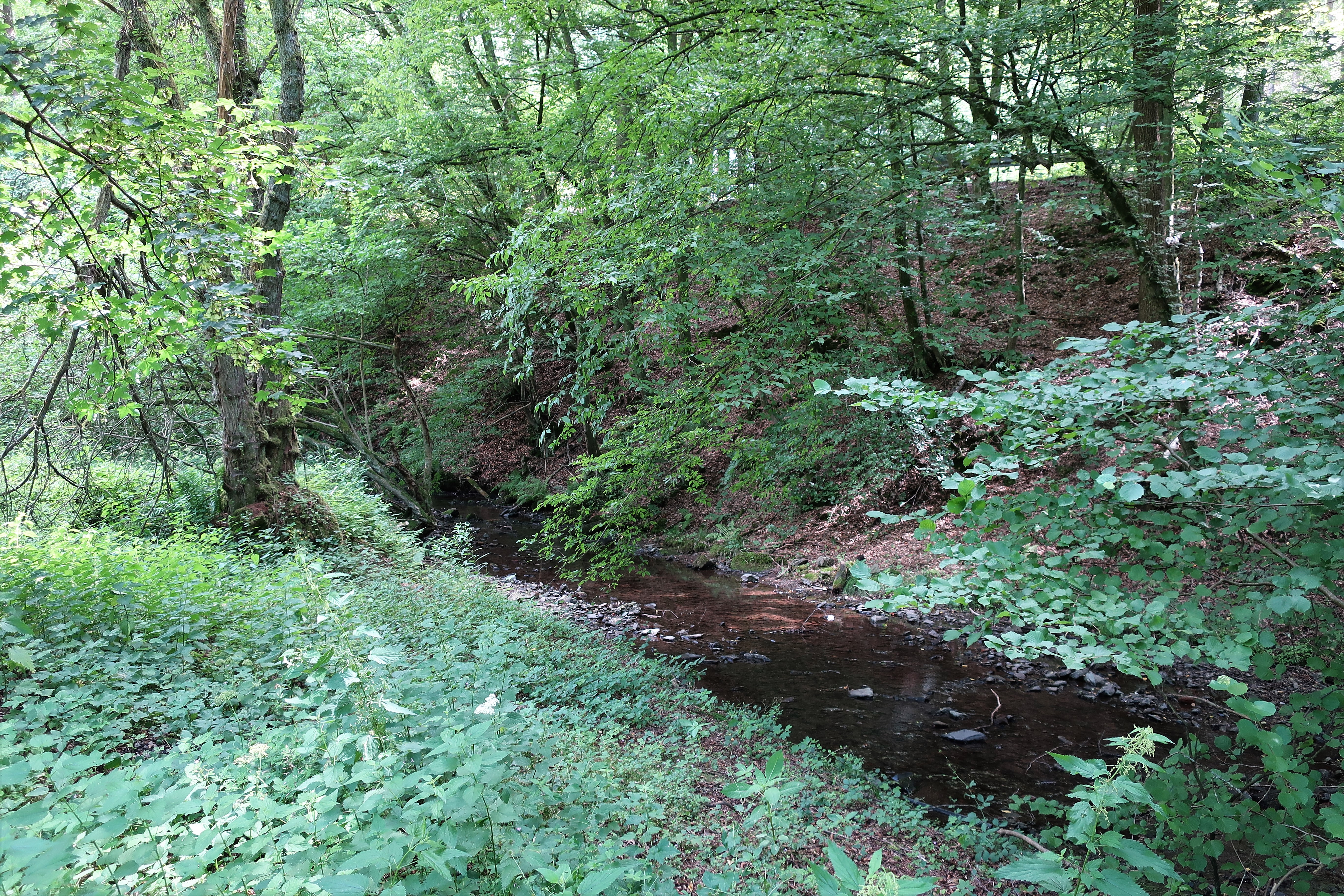
Blick auf die Sterbecke

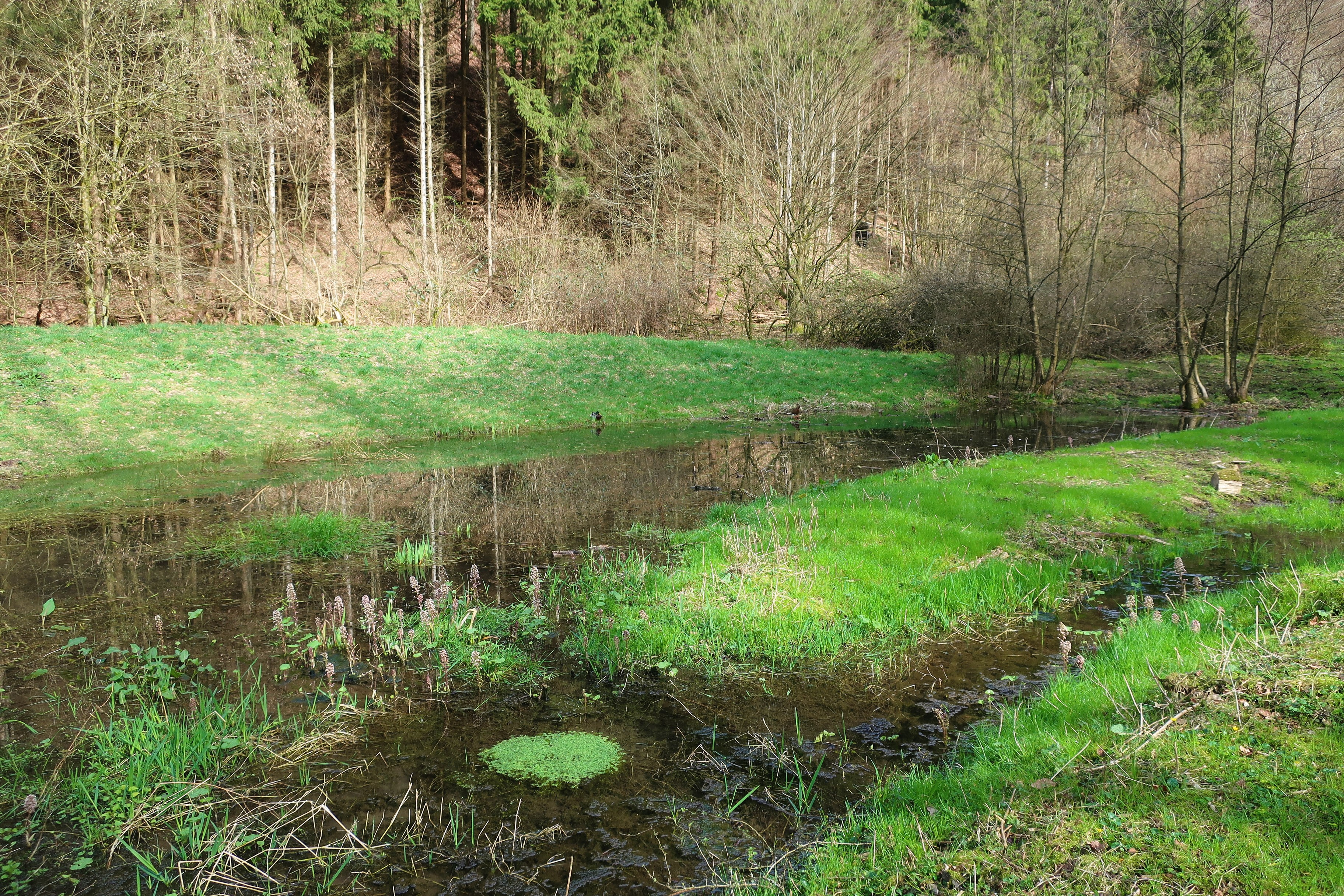
Teich in der Sterbecker Aue

Der Geschützte Landschaftsbestandteil Sterbecker Aue mit einer Flächengröße von 2,65 ha liegt auf dem Gebiet der kreisfreien Stadt Hagen in Nordrhein-Westfalen. Der LB wurde 1994 mit dem Landschaftsplan der Stadt Hagen vom Stadtrat von Hagen ausgewiesen.

## Beschreibung
Beschreibung im Landschaftsplan: „Der Landschaftsbestandteil liegt östlich von Rummenohl. Es handelt sich um Flächen mit Auwaldbeständen und Brachen entlang der Sterbecke sowie einer gehölzbestandenen Bachtalböschung.“

## Schutzzweck
Laut Landschaftsplan erfolgte die Ausweisung „zur Sicherung der Leistungsfähigkeit des Naturhaushalts durch Erhalt eines Lebensraumes für die Lebensgemeinschaften der Bachläufe, Sumpfzonen und Feuchtwiesen und -weiden sowie durch Erhalt artenreicher Gehölzbestände“.